# Ipimorpha merianana
Ipimorpha merianana är en fjärilsart som beskrevs av Langs 1789. Ipimorpha merianana ingår i släktet Ipimorpha och familjen nattflyn. Inga underarter finns listade i Catalogue of Life.